# 社会民主党 (荷兰)

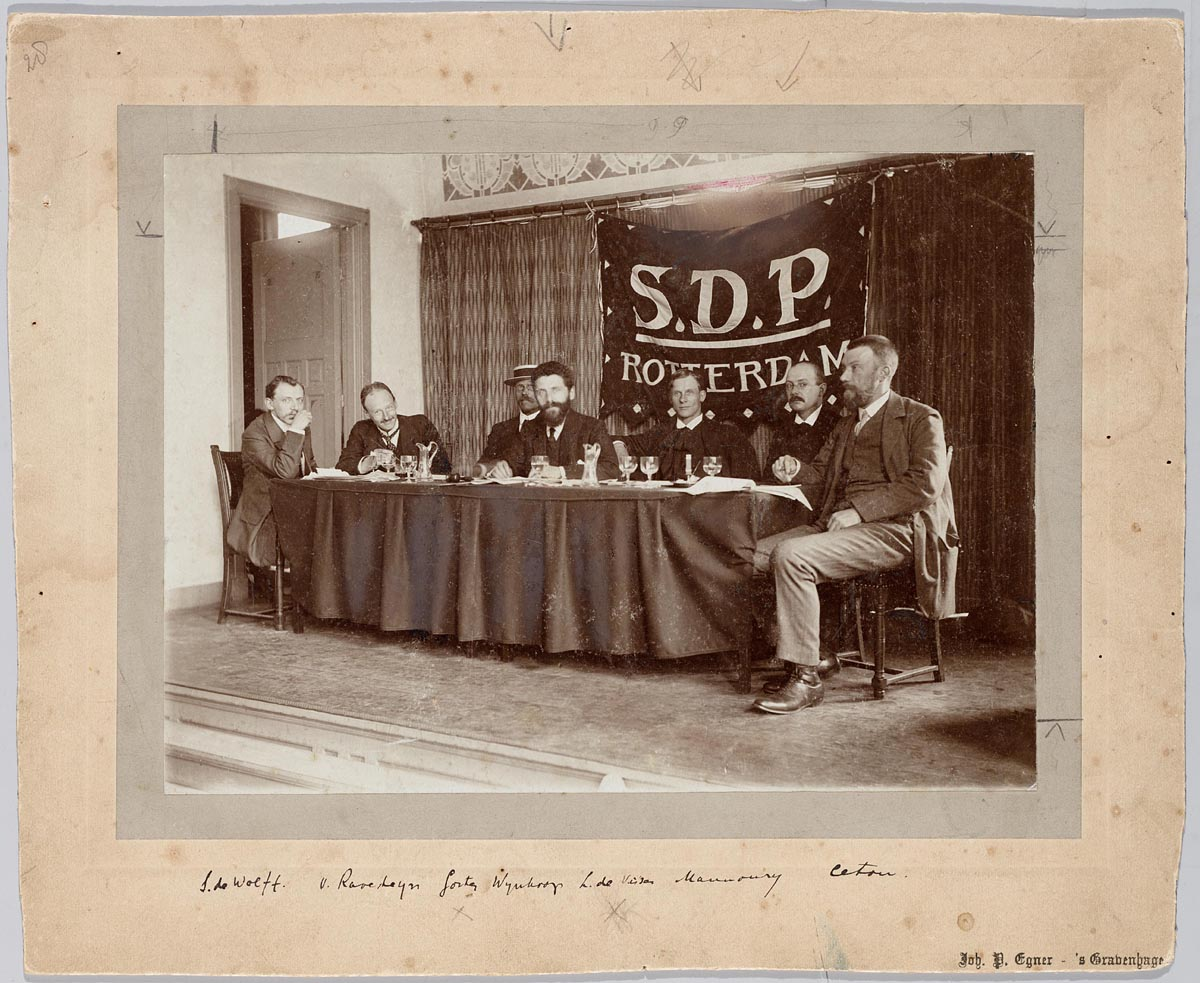
1911年，参加社会民主党代表大会的社会民主党鹿特丹支部成员

社会民主党（荷蘭語：Sociaal-Democratische Partij）是荷兰历史上的一个社会主义政党。该党成立于1909年3月14日，分裂自社会民主工党。
1907年，社会民主工党内部的紧张关系开始显现，以《论坛报》为中心的革命马克思主义者与党内倾向修正主义、主张议会道路和改良主义政治策略的领导层之间产生分歧。扬·塞通、威廉·范·拉夫斯泰恩、大卫·维因库普以及其他《论坛报》参与者对社会民主工党领导层的批评日益增多。
在1909年2月14日于代芬特尔召开的党代表大会上，社会民主工党领导层要求《论坛报》停止出版，否则将编辑人员开除出党。维因库普和塞通拒绝了这一要求，他们与支持者，包括诗人赫尔曼·高特和数学家赫里特·曼努里，退出社会民主工党，于1909年3月14日组建新政党“社会民主党”。这是西欧社会主义政党中首次出现分裂，后来类似的分裂不断发生。在此之前，俄国社会民主工党内已发生布尔什维克与孟什维克的分裂，而保加利亚社会民主工党内则出现紧密派与广泛派的分裂。社会民主党拥有约400名成员，分布在不同城市：阿姆斯特丹（160人）、鹿特丹（65人）、海牙（45人）、莱顿（56人）、乌特勒支（25人）、布松（15人）。
1910年代，社会民主工党集中力量攻击新成立的社会民主党。第一次世界大战动员期间，社会民主工党支持战争，而社会民主党则反对，这进一步加剧了两党间的分歧。在1917年荷兰大选中，社会民主党未能赢得任何国会二院席位。1918年5月，社会民主党左翼创办刊物《国际》，将社会民主党内部的4个反对派组织联合在一起，其中包括阿姆斯特丹、鹿特丹和海牙的组织以及齐美尔瓦尔德左派宣传联盟，他们不赞同多数派的议会主义。
1918年7月，该党参加大选，赢得2个国会二院席位。同年11月，该党改组为荷兰共产党。